# Не съм ангел
„Не съм ангел“ е четвъртият студиен албум на певицата Преслава. Издаден е от музикална компания „Пайнер“ на 28 декември 2007 г. Включва 12 песни, сред които са тоталните хитове на годината „Не съм ангел“ и „Водка с утеха“.

## Песни
| #  | Песен                                   | Музика            | Аранжимент        | Текст            |
| -- | --------------------------------------- | ----------------- | ----------------- | ---------------- |
| 1  | Не съм ангел                            | Светослав Лобошки | Светослав Лобошки | Мариета Ангелова |
| 2  | Последен адрес                          | Йовко Петров      | Йовко Петров      | Лиляна Димова    |
| 3  | Моят нов любовник (дует с Nadia Zahoor) | Крис Кей          | Светослав Лобошки | Мариета Ангелова |
| 4  | Пак ще ме обичаш                        | Мартин Биолчев    | Светослав Лобошки | Мариета Ангелова |
| 5  | Предай се на желанието 2                | Светослав Лобошки | Светослав Лобошки | Мариета Ангелова |
| 6  | Пет промила любов                       | Пламен Стойчев    | Пламен Стойчев    | Лиляна Димова    |
| 7  | Мъж на хоризонта                        | A. Saroglou       | Светослав Лобошки | Мариета Ангелова |
| 8  | Другата                                 | Мартин Биолчев    | Светослав Лобошки | Мариета Ангелова |
| 9  | Нощна смяна                             | Мартин Биолчев    | Димитър Петров    | Лиляна Димова    |
| 10 | Водка с утеха                           | Пламен Стойчев    | Пламен Стойчев    | Лиляна Димова    |
| 11 | По-добре                                | Светослав Лобошки | Светослав Лобошки | Мариета Ангелова |
| 12 | Не съм ангел (инструментал)             | Светослав Лобошки | Светослав Лобошки | -                |

## Видеоклипове
| Видеоклип                | Премиера | Албум        | Режисьор                |
| ------------------------ | -------- | ------------ | ----------------------- |
| Предай се на желанието 2 | 2007     | Не съм ангел | Николай Скерлев         |
| Мъж на хоризонта         | 2007     | Не съм ангел | Людмил Иларионов – Люси |
| Моят нов любовник        | 2007     | Не съм ангел | Людмил Иларионов – Люси |
| Не съм ангел             | 2007     | Не съм ангел | Николай Нанков          |
| Последен адрес           | 2008     | Не съм ангел | Людмил Иларионов – Люси |

## ТВ Версии
| Видеоклип         | Албум        | Програма                                 |
| ----------------- | ------------ | ---------------------------------------- |
| Водка с утеха     | Не съм ангел | Коледна програма „Приказна нощ“          |
| Не съм ангел      | Не съм ангел | Новогодишна програма „От всичко най-най“ |
| Моят нов любовник | Не съм ангел | Новогодишна програма „От всичко най-най“ |

## Музикални изяви

### Участия в концерти
- Турне „Планета Дерби“ 2007 – изп. „И когато съмне“, „Нищо друго“, „Предай се на желанието 2“, „Мъж на хоризонта“, „Уморих се“ и „Лъжа е“
- 6 години телевизия „Планета“ – изп. „Водка с утеха“, „Моят нов любовник“ и „Не съм ангел“
- Награди на телевизия „Планета“ за 2007 г. – изп. „Лъжа е“, „Не съм ангел“, „Водка с утеха“ и „Последен адрес“
- Награди на списание „Нов фолк“ за 2007 г. – изп. „Не съм ангел“ и „Последен адрес“
- Турне „Планета Дерби Плюс“ 2008 – изп. „Не съм ангел“, „Моят нов любовник“, „Пет промила любов“, „Последен адрес“, „Лъжа е“ и „Водка с утеха“